# OR4B1
OR4B1 (англ. Olfactory receptor family 4 subfamily B member 1) – білок, який кодується однойменним геном, розташованим у людей на короткому плечі 11-ї хромосоми. Довжина поліпептидного ланцюга білка становить 309 амінокислот, а молекулярна маса — 34 456.
| 10         |  | 20         |  | 30         |  | 40         |  | 50         |
| ---------- |  | ---------- |  | ---------- |  | ---------- |  | ---------- |
| MASTSNVTEL |  | IFTGLFQDPA |  | VQSVCFVVFL |  | PVYLATVVGN |  | GLIVLTVSIS |
| KSLDSPMYFF |  | LSCLSLVEIS |  | YSSTIAPKFI |  | IDLLAKIKTI |  | SLEGCLTQIF |
| FFHFFGVAEI |  | LLIVVMAYDC |  | YVAICKPLHY |  | MNIISRQLCH |  | LLVAGSWLGG |
| FCHSIIQILV |  | IIQLPFCGPN |  | VIDHYFCDLQ |  | PLFKLACTDT |  | FMEGVIVLAN |
| SGLFSVFSFL |  | ILVSSYIVIL |  | VNLRNHSAEG |  | RHKALSTCAS |  | HITVVILFFG |
| PAIFLYMRPS |  | STFTEDKLVA |  | VFYTVITPML |  | NPIIYTLRNA |  | EVKIAIRRLW |
| SKKENPGRE  |  |            |  |            |  |            |  |            |

A: Аланін

C: Цистеїн

D: Аспарагінова кислота

E: Глутамінова кислота

F: Фенілаланін

G: Гліцин

H: Гістидин

I: Ізолейцин

K: Лізин

L: Лейцин

M: Метіонін

N: Аспарагін

P: Пролін

Q: Глутамін

R: Аргінін

S: Серин

T: Треонін

V: Валін

W: Триптофан

Кодований геном білок за функціями належить до рецепторів, g-білокспряжених рецепторів, білків внутрішньоклітинного сигналінгу. 
Локалізований у клітинній мембрані.